# Irrédentisme cambodgien
 (juillet 2024).
La mise en forme du texte ne suit pas les recommandations de Wikipédia : il faut le « wikifier ».
Les points d'amélioration suivants sont les cas les plus fréquents. Le détail des points à revoir est peut-être précisé sur la page de discussion.
- Les titres sont pré-formatés par le logiciel. Ils ne sont ni en capitales, ni en gras.
- Le texte ne doit pas être écrit en capitales (les noms de famille non plus), ni en gras, ni en italique, ni en « petit »…
- Le gras n'est utilisé que pour surligner le titre de l'article dans l'introduction, une seule fois.
- L'italique est rarement utilisé : mots en langue étrangère, titres d'œuvres, noms de bateaux, etc.
- Les citations ne sont pas en italique mais en corps de texte normal. Elles sont entourées par des guillemets français : « et ».
- Les listes à puces sont à éviter, des paragraphes rédigés étant largement préférés. Les tableaux sont à réserver à la présentation de données structurées (résultats, etc.).
- Les appels de note de bas de page (petits chiffres en exposant, introduits par l'outil «  Source ») sont à placer entre la fin de phrase et le point final[comme ça].
- Les liens internes (vers d'autres articles de Wikipédia) sont à choisir avec parcimonie. Créez des liens vers des articles approfondissant le sujet. Les termes génériques sans rapport avec le sujet sont à éviter, ainsi que les répétitions de liens vers un même terme.
- Les liens externes sont à placer uniquement dans une section « Liens externes », à la fin de l'article. Ces liens sont à choisir avec parcimonie suivant les règles définies. Si un lien sert de source à l'article, son insertion dans le texte est à faire par les notes de bas de page.
- La présentation des références doit suivre les conventions bibliographiques. Il est recommandé d'utiliser les modèles {{Ouvrage}}, {{Chapitre}}, {{Article}}, {{Lien web}} et/ou {{Bibliographie}}. Le mode d'édition visuel peut mettre en forme automatiquement les références.
- Insérer une infobox (cadre d'informations à droite) n'est pas obligatoire pour parachever la mise en page.

Pour une aide détaillée, merci de consulter Aide:Wikification.
Si vous pensez que ces points ont été résolus, vous pouvez retirer ce bandeau et améliorer la mise en forme d'un autre article.
L'irrédentisme cambodgien est un mouvement nationaliste existant au Cambodge et revendiquant les terres qui faisaient autrefois partie de l'empire khmer, s'opposant à leur contrôle par les États thaïlandais, vietnamien et laotien. Les revendications officielles et officieuses du Cambodge sur des territoires considérés comme ayant été sous une certaine forme de souveraineté cambodgienne sont rhétoriquement liées une idéologie expansionniste.

## Perspective historique
Jusqu'à la création des États thaïlandais et laotien, l'Empire khmer était la principale puissance terrestre en Asie du Sud-Est continentale. Le territoire du khmer impérial englobait la majeure partie de ce qui serait aujourd'hui la Thaïlande, le Laos, une partie du Myanmar et le sud du Vietnam ; dans une certaine mesure, il empiétait même sur la Malaisie continentale. Cependant, les problèmes et troubles ultérieurs, ainsi que l'avancée rapide des Vietnamiens, des Laotiens et des Thaïlandais, ont amené l'empire khmer dans un état de déclin. Pour survivre, le Cambodge est passé sous protectorat français, pour ensuite se retrouver regroupé au sein de l'Indochine française dominée par les Vietnamiens, les Français privilégiant les Vietnamiens plutôt que les Cambodgiens. Au début de la première guerre d’Indochine, l’irrédentisme khmer commença à se développer. Néanmoins, il n'a été officiellement adopté qu'en 1970, lorsque Lon Nol renverse la monarchie et la remplace par une République, laquelle prend un tour de plus en plus nationalistes, jusqu'à la persécution et au massacre des Vietnamiens et des Chams. Les Khmers rouges ont ensuite hérité de ces sentiments nationalistes, qui ont été à l'origine de la persécution et des massacres de Vietnamiens au Cambodge (génocide cambodgien), et qui ont aussi été l'une des motivations derrière les incursions des Khmers rouges au Vietnam et leur occupation des territoires vietnamiens.

## L'irrédentisme moderne

### Delta du Mékong
Les Cambodgiens conservent une grande rancœur envers le Vietnam à cause de la perte du delta du Mékong et de la vietnamisation forcée qui s'est ensuivi. Cet état de fait a souvent excité les sentiments nationalistes cambodgiens avec le désir de récupérer ces territoires sur le Vietnam,. Lon Nol et Pol Pot ont, entre autres, utilisé ce ressort de l'irrédentisme cambodgien.
À l'heure actuelle, les irrédentistes cambodgiens se sentent toujours fortement attachés à la région et estiment par conséquent qu’il s’agit d’un territoire perdu qui devrait être restitué au Cambodge. L'expression de ce sentiment a fréquemment déclenché diverses protestations, notamment les manifestations cambodgiennes de 2013-2014, et le Vietnam est souvent blâmé pour tous les troubles et problèmes qui surviennent au Cambodge, en partie parce que le premier ministre Hun Sen est étroitement lié au Vietnam. Ce sentiment a parfois poussé le Cambodge à nouer des liens étroits avec la Chine, un pays envers lequel le Vietnam éprouve un fort sentiment d'inimitié en raison d'une longue histoire d'hostilité sino-vietnamienne.
En plus du delta du Mékong, les nationalistes cambodgiens cherchent à reconquérir Phú Quốc, que les Cambodgiens appellent fréquemment « Koh Trol », en se basant sur leur conviction qu'elle faisait partie du territoire cambodgien avant son annexion par le Vietnam,.

### Thaïlande
Même si les tensions avec la Thaïlande reçoivent désormais moins d'attention, de nombreux Cambodgiens entretiennent toujours une hostilité de longue date à l'égard de ce pays, en raison du fait que la majeure partie de la Thaïlande était sous contrôle khmer jusqu'à la montée du royaume de Sukhothai ; les conflits qui s'en sont suivi ayant en outre déclenché la disparition du Cambodge en tant que puissance régionale,. Par conséquent, un fort sentiment anti-thaïlandais s'est développé au Cambodge, alimenté par une forme de négationnisme historique en Thaïlande niant l'influence khmère sur l'histoire du pays,,.
Le Cambodge et la Thaïlande se sont également engagés dans des différends frontaliers entre 2008 et 2011 concernant le temple de Preah Vihear., finalement, résolu au profit du Cambodge. Il existe également un irrédentisme contre la Thaïlande à l'égard du peuple khmer du nord, que les Cambodgiens considèrent toujours comme faisant partie de la nation cambodgienne, d'où il découle selon eux que la partie inférieure du nord-est de la Thaïlande aurait dû être cambodgienne,.

### Laos
L'irrédentisme cambodgien au Laos se concentre principalement sur les provinces de Champassak et d'Attapeu au sud du Laos. La délimitation floue de la frontière entre les deux pays a conduit à des tensions sporadiques de 2017 à 2019. En 2019, le Cambodge et le Laos ont toutefois retiré leurs troupes de la zone de conflit autour de Stung Treng.

## Voir également
- Nationalisme khmer
- Génocide cambodgien